# Казеле (Фиренца)
Казеле је насеље у Италији у округу Фиренца, региону Тоскана.
Према процени из 2011. у насељу је живело 201 становника. Насеље се налази на надморској висини од 250 м.